# ديفيد كوتس (سياسي)
ديفيد كوتس هو سياسي كندي، ولد في 16 يوليو 1945 في Fort Macleod ‏ في كندا. نشط حزبياً في الرابطة التقدمية المحافظة في ألبرتا ‏. وقد انتخب عضو الجمعية التشريعية في ألبرتا ‏.